# Edeltraud Günther

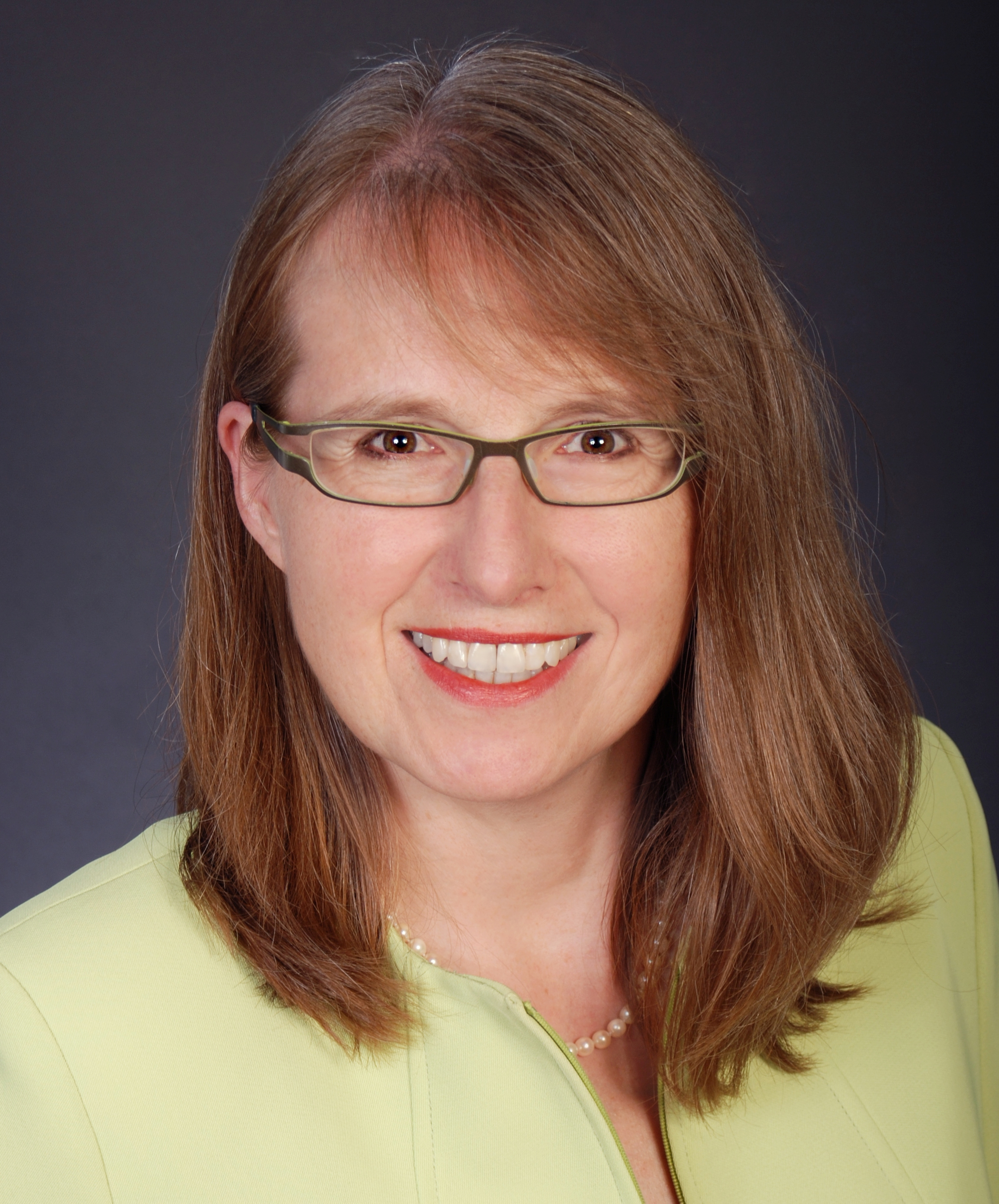
Günther in 2013

Edeltraud Günther (* 10. Oktober 1965 in Augsburg) ist eine deutsche Wirtschaftswissenschaftlerin und seit 1996 Professorin für Betriebswirtschaftslehre, insbesondere Nachhaltigkeitsmanagement und Betriebliche Umweltökonomie an der TU Dresden.

## Leben
Günther studierte Betriebswirtschaftslehre von 1984 bis 1989 an der Universität Augsburg und absolvierte 1989 ein Sprachstudium an der École de Traduction et d’Interprétation der Universität Genf. Sie arbeitete von 1989 bis 1994 als wissenschaftliche Mitarbeiterin am Lehrstuhl für Wirtschaftsprüfung und Controlling an der Universität Augsburg und promovierte dort (Dr. rer. pol.) zum Thema „Ökologieorientiertes Controlling“. Von 1994 bis 1996 war sie wissenschaftliche Mitarbeiterin und Projektleiterin am Bayerischen Institut für Angewandte Umweltforschung und -technik GmbH (BIfA), Abteilung Ökonomie mit Sitz in Augsburg.
An der wirtschaftswissenschaftlichen Fakultät der Technischen Universität Dresden ist Günther seit 1996 Professorin für Betriebswirtschaftslehre, insbesondere Nachhaltigkeitsmanagement und Betriebliche Umweltökonomie. Unter ihrer Leitung führte die TU Dresden ein Umweltmanagement nach EG-Öko-Audit-Verordnung ein, welches seit 2002 regelmäßig validiert wird. Günther gründete und leitet nun das Zentrum für Nachhaltigkeitsbewertung und -politik PRISMA.
Eine Gastprofessur an der McIntire School of Commerce at the University of Virginia, Charlottesville, U.S.A. hatte sie von August 2001 bis Februar 2002 sowie von Dezember 2005 bis Mai 2016 inne. Seit Januar 2015 ist sie Gastprofessorin an der Kobe University, Kobe, Japan. Im Sommersemester 2017 hatte sie eine Gastprofessur an der NUST – Namibia University of Science and Technology.
Am 1. September 2018 übernahm Günther die Position der Direktorin am Institut für Integriertes Management von Materialflüssen und Ressourcen der Universität der Vereinten Nationen (UNU-FLORES). Seit seiner Gründung im Jahr 2012 entwickelt das Dresdner Institut der Universität der Vereinten Nationen Strategien zur nachhaltigen Nutzung und integrierten Bewirtschaftung von Umweltressourcen wie Wasser, Boden und Abfall. Günther wurde von der TU Dresden beurlaubt.

## Forschungsschwerpunkte
In ihrer Forschung befasst sich Edeltraud Günther mit ökologischen Fragestellungen in den Wirtschaftswissenschaften. Ihr besonderes Interesse gilt den Forschungsschwerpunkten Umwelt- und Nachhaltigkeitsleistung, Risikomanagement, Hemmnisanalyse, Nachhaltige Unternehmensführung, Wertorientierte Steuerung, sowie Entschleunigung.

## Mitgliedschaften
Edeltraud Günther ist seit 2008 Obfrau des DIN-Arbeitsausschusses zur Entwicklung der internationalen Normen DIN EN ISO 14051 „Materialflusskostenrechnung“ sowie zur ISO 14008 „Monetary valuation of environmental impacts from specific emissions and use of natural resources - Principles, requirements and guidelines“. Von 2008 bis 2013 war sie Leiterin des Arbeitskreises Nachhaltige Unternehmensführung der Schmalenbach-Gesellschaft für Betriebswirtschaft e.V. Sie ist Mitglied im Arbeitskreis Green Controlling des Internationalen Controller Vereins e.V. (seit 2013) und im Arbeitskreis Integrated Reporting der Schmalenbach-Gesellschaft für Betriebswirtschaft e.V. (seit 2013). Außerdem ist sie Mitglied der DFG-Senatskommission Wasserforschung der deutschen Forschungsgemeinschaft (2006 bis 2011 und seit 2015), Mitglied im Fachforum „Nachhaltiges Wirtschaften“ des Hightech Forum (seit 2015), Mitglied der Technikwissenschaftlichen Klasse der Sächsischen Akademie der Wissenschaften zu Leipzig (seit 2014) sowie Mitglied in der Wissenschaftlichen Kommission Nachhaltigkeitsmanagement im Verband der Hochschullehrer für Betriebswirtschaft e. V. (seit 1994).
Sie ist Herausgeberin der Zeitschrift für Umweltpolitik und Umweltrecht ZfU (seit 2009), von Sustainable Production and Consumption (seit 2015), des Umweltwirtschaftsforum (seit 2015) und subject editor des International Journal of Life Cycle Assessment (seit 2016).

## Gutachtertätigkeiten
Als Gutachterin war sie unter anderem als Expert Reviewer für die IPCC-Berichte tätig, außerdem für nationale und internationale Institutionen, Industrie- und Dienstleistungsunternehmen, die Europäische Union, Bundes- und Landesministerien, das Umweltbundesamt und die Deutsche Forschungsgemeinschaft.

## Ausgewählte Preise
Best Paper Award der Global Innovation and Knowledge Academy (2015), Highly commended Award des Emerald LiteratiNetwork (2011), 2. Preis Offener Interdisziplinärer Planungswettbewerb Plus-Energiehaus des Bundesamtes für Bauwesen und Raumordnung (2011), B.A.U.M.-Umweltpreis in der Kategorie Wissenschaft (2008) Lehrpreis für die Entwicklung des Lehrkonzeptes "Investing in a sustainable future" im Rahmen des Procter & Gamble Wettbewerbs zur Entwicklung von innovativen Curricula (2005, gemeinsam mit Mark A. White).

## Schriften (Auswahl)

### Bücher
- E. Günther, K.-H. Steinke (Hrsg.): CSR und Controlling – Unternehmerische Verantwortung als Gestaltungsaufgabe des Controlling. Springer Gabler, Berlin 2016.
- E. Günther, A. Bassen (Hrsg.): Integrated Reporting – Grundlagen, Implementierung, Praxisbeispiele. Schäffer-Poeschel, Stuttgart 2016.
- E. Günther, R. X. Ruter (Hrsg.): Grundsätze nachhaltiger Unternehmensführung. Erfolg durch verantwortungsvolles Management. 2., neu bearbeitete Auflage. Erich Schmidt Verlag, Berlin 2015.
- E. Günther: Ökologieorientiertes Management: Um-(weltorientiert) Denken in der BWL. Lucius & Lucius, Stuttgart 2008.
- E. Günther, S. Kaulich, L. Scheibe, W. Uhr, C. Heidsiek, J. Froehlich (Hrsg.): Leistung und Erfolg im betrieblichen Umweltmanagement die Software EPM-KOMPAS als Instrument für den industriellen Mittelstand zur Umweltleistungsmessung und Erfolgskontrolle, inklusive CD-ROM mit einer Einführung in die Software EPM-KOMPAS. EUL Verlag, Lohmar 2006.
- E. Günther: Ökologieorientiertes Controlling. Konzeption eines Systems zur ökologieorientierten Steuerung und empirischen Validierung. Vahlen Verlag, München 1994.

### Zeitschriftenartikel
- J. Herrmann, E. Guenther: Exploring a scale of organizational barriers for enterprises' climate change adaptation strategies. In: Journal of Cleaner Production. Vol. 160, 1. September 2017, S. 38–49. doi:10.1016/j.jclepro.2017.03.009
- E. Guenther, J. Endrikat, T. Guenther: Environmental management control systems: a conceptualization and a review of the empirical evidence. In: Journal of Cleaner Production. Band 136(A), 2016, S. 147–171. doi:10.1016/j.jclepro.2016.02.043
- Richard A. Rosen, E. Guenther: The energy policy relevance of the 2014 IPCC Working Group III report on the macro-economics of mitigating climate change. In: Energy Policy. Band 93, 2016, S. 330–334. doi:10.1016/j.enpol.2016.03.025
- E. Guenther, T. Guenther, F. Schiemann, G. Weber: Stakeholder Relevance for Reporting: Explanatory Factors of Carbon Disclosure. In: Business and Society. Band 55, Nr. 3, 2016, S. 361–397. doi:10.1177/0007650315575119
- A. Bergmann, K. Stechemesser, E. Guenther: Natural Resource Dependence Theory: Impacts of Extreme Weather Events on Organizations. In: Journal of Business Research. Band 69, Nr. 4, 2016, S. 1361–1366.
- A.-K. Hueske, J. Endrikat, E. Guenther: External environment, the innovating organization, and its individuals: A multilevel model for identifying innovation barriers accounting for social uncertainties. In: Journal of Engineering and Technology Management. Band 35, 2015, S. 45–70.
- R. Rieckhof, A. Bergmann, E. Guenther: Interrelating material flow cost accounting with management control systems to introduce resource efficiency into strategy. In: Journal of Cleaner Production. Band 108(B), 2015, S. 1262–1278.
- C. Trumpp, J. Endrikat, C. Zopf, E. Guenther: Definition, Conceptualization, and Measurement of Corporate Environmental Performance: A Critical Examination of a Multidimensional Construct. In: Journal of Business Ethic. Band 126, Nr. 2, 2015, S. 185–204.
- R. Rosen, E. Guenther: The economics of mitigating climate change: What can we know? Technological Forecasting and Social Change. 2014.
- E. Guenther, H. Hoppe: Merging Limited Perspectives: A Synopsis of Measurement Approaches and Theories of the Relationship between Corporate Environmental and Financial Performance. In: Journal of Industrial Ecology. Band 18, Nr. 5, 2014, S. 689–707.
- E. Guenther, A.-K. Hueske, K. Stechemesser, L. Buscher: The „Why Not“-Perspective of Green Purchasing: A Multi Level Case Study Analysis. In: Journal of Change Management. Band 13, Nr. 4, 2013, S. 407–423.
- E. Günther, M. White: Investing in a Sustainable Future – Innovative Lehrkonzepte für Nachhaltigkeitskompetenzen. In: Die Unternehmung. Band 67, Nr. 2, 2013, S. 154–169.
- M. Nowack, J. Endrikat, E. Guenther: Review of Delphi-based scenario studies: Quality and design considerations. In: Technological Forecasting and Social Change. Band 78, Nr. 9, 2011, S. 1603–1615.
- E. Günther, S. Kaulich: The EPM-KOMPAS: an Instrument to Control the Environmental Performance in Small and Medium-sized Enterprises (SMEs). In: Business Strategy and the Environment. Band 14, Nr. 6, 2005, S. 361–371.
- E. Günther, R. Wittmann: Kondukte. In: Die Betriebswirtschaft. Band 55, Nr. 1, 1995, S. 119–120.
- E. Günther, B. Wagner: Ökologieorientierung des Controlling. Öko-Controllin. In: Die Betriebswirtschaft. Band 53, Nr. 2, 1993, S. 143–166.